# 滝田商店
株式会社滝田商店（たきたしょうてん、英称：TAKITA SHOTEN CO., LTD.）は、東京都台東区浅草に本社を置く仏壇・仏具の専門店。

## 会社概要
1913年（大正2年）に、当時の東京府東京市浅草区で創業。
初代の滝田藤次郎が1947年に東京宗教用具商工業協同組合理事長に就任、二代目の滝田稔が1988年に東京宗教用具商業協同組合理事長に就任、ともに東京の仏壇職人の育成と東京仏壇の普及に努める。
2003年に従来まで業界では難しいとされていた総無垢材の「永久仏壇」の開発に成功、天然素材100%の伝統工芸仏壇として注目されている。
三代目の滝田雅敏は仏事相談に積極的に対応、2006年に自ら「仏事・仏壇がよくわかる」を執筆・出版する。大切な日本の文化である仏事の慣習を、わかりやすく伝えるために力を注いでいる。

## エピソード
2008年にテレビ朝日系列で放送されたドラマ「四つの嘘」の劇中で、主人公が営む仏具店の撮影を滝田商店で行った。